# 경기 서남부 부녀자 연쇄살인 사건
경기 서남부 부녀자 연쇄 살인 사건(京畿西南部婦女子連鎖殺人事件)은 2006년부터 2008년까지 대한민국 경기도 서남부 일대에서 여성 7명이 연쇄적으로 납치되어 살해된 사건이다. 2009년 1월 24일 용의자 강호순(당시 39세, 남성)이 검거되었다.

## 사건 경위

### 경기 서남부 부녀자 연쇄 실종
2006년 12월 14일 노래방 도우미 배 모(당시 45세)씨가 군포시 산본동에서 실종되었으며,
화성시 비봉면 일대에서 배 모씨의 휴대전화 전원이 꺼졌다. 배 모씨의 시신이 2009년 발굴 당시 백골이 되어 화성시 비봉면 39번 간선국도 농림지대에서 해골 상태의 시신으로 발견되었다. 12월 24일에는 노래방 도우미 박 모씨(당시 37세)가 수원시 팔달구 화서동에서 실종되었다. 박 모씨의 휴대전화 또한 화성시 비봉면 서해안고속도로 일대에서 전파의 전원이 끊어졌는데 박 모씨의 시신은 넉 달 뒤 안산시의 야산에서 암매장된 채로 발견되었다.
2007년 1월 3일에는 회사원 박 모씨(당시 52세)가 화성시 신남동에서 실종되었으며, 박 모씨의 휴대전화 역시 화성시 비봉면 일대에서 전원이 끊어졌다. 그리고 회사원 박모씨는 퇴근 후 수요 예배 교회에 가기 전 버스를 기다리다가 누군가에 의해 납치 및 약취 유인된 후 성폭행당하고 신용카드 3장, 현금카드 2장을 빼앗긴 후 목졸라 살해되었으며 화성시 비봉면 삼화리 농림지대에 암매장되었다. 1월 6일에는 노래방 도우미 중국 동포 김 모(당시 37세)씨가 실종되었으며 목졸라 살해된 후 화성시 마도면 고모리 공터에 암매장되었고 현재는 화성 골프장 조경시설물이 들어서 있기 때문에 골프장조경시설 업체 매니저와 협의 후 중국 동포 김모씨 시신을 발굴할 예정이었으나 유골 찾기가 어려워져 결국 중단했다. 1월 7일에는 성당에 간다며 나간 대학생 연 모씨(당시 21세)가 수원시 권선구 금곡동 버스 정류장에서 실종되었다. 연 모씨의 부모는 큰 딸이 귀가를 하지 않자 파출소에 미귀가 신고 하였고 경찰이 수색을 나섰으나 시신을 발견하기도 힘든 상황이었다. 2008년 11월 19일에는 주부 김 모씨(당시 48세)가 수원시 권선구 당수동 버스 정류장에서 남편과 통화를 한 뒤 실종되었다. 주부 김모씨의 시신은 경기도 안산시 상록구 성포동 야산 일대에서 누군가에 의해 목이 졸려 살해된 채 알몸으로 발견되었다.

### 군포 재수생 실종
2008년 12월 19일 오후 15시 07분쯤 대학생 안 모(19세)씨가 경기도 군포시 산본역에서 마을버스를 타고 군포보건소 정류장에서 내려 보건소에 들른 뒤 실종되었다. 오후 3시 37분쯤 안 모씨의 휴대 전화가 안산시 상록구 건건동 일대에서 꺼졌고, 오후 19시 28분쯤 안산시 상록구 성포동에 있는 현금 인출기에서 안 모씨의 신용카드로 현금 70만원이 인출되었다. CCTV에는 마스크와 더벅머리 가발을 쓴 남자가 안 모씨의 카드로 현금을 인출하는 모습이 찍혔다.

### 경찰 수사
안 모씨의 부모는 오후 11시 20분쯤 군포경찰서 산본파출소에 미귀가 신고를 하였다. 경찰은 가족의 요청으로 비공개 수사를 진행했으나 별다른 성과를 거두지 못하고 2009년 1월 5일 공개 수사로 전환하였다. 수사의 진척이 없자 안 모씨의 부모는 딸을 돌려준다면 모든 것을 용서하겠다는 호소문을 발표하기까지 하였다.
경찰은 검은색 에쿠스 승용차가 예상 이동 경로에서 수차례 발견된 것에 주목하고, 에쿠스를 운전한 사람이 소유주 김 모(63세, 여성)가 아닌 아들 강호순(39세)이라는 사실을 알아냈다. 경찰은 안 모가 실종되던 당일 강호순의 행적이 수상하다고 보고 1월 23일 법원으로부터 압수 수색 영장을 발부받았다.
경찰의 수사의 불안감을 느낀 강호순은 1월 24일 오전 5시 10분쯤 에쿠스 차량을 불태우고 집에 있던 컴퓨터 하드디스크를 포맷하였다. 경찰은 강호순을 유력한 용의자로 지목하고 오후 5시 30분에 검거하였다.
경찰에 따르면 강호순은 버스를 기다리던 안 모 씨를 납치하여 에쿠스에 태우고 현금과 신용카드를 빼앗았다. 강호순은 안 모 씨를 성폭행하려고 했으나 반항하자 무차별로 폭행하고 성폭행하고 목졸라 살해하였다. 강호순은 안 모 씨의 시신을 안산시 본오동 도금단지 주변의 논에 암매장하였다. 강호순은 또한 안 모 씨가 저항하면서 손톱에 살점이나 머리카락이 남았을 것을 우려하여 10개의 손톱을 가위로 자른 것으로 드러났다.
안 모씨 부모는 사건 현장검증에 나타난 강호순을 보자 "저 놈이 우리 딸을 죽였어! 저놈은 더러운 인간이다." 라고 했으며, 한편 안 모씨의 친구들도 현장검증에 참석하여 친구를 죽음으로 몰고 간 살인사건에 오열했다.

### 연쇄 살인 자백
경찰은 강호순에게 여죄가 더 있을 것으로 보고 수사를 계속 진행하였다. 경찰은 2007년 1월 3일 회사원 박모씨가 실종전 아파트 엘리베이터 CCTV에 찍혀 실종됐던 화성시 신남동 일대에서 강호순의 휴대전화 통화 기록이 있는 것을 찾아냈다. 또한 강호순의 포터 트럭에서 점퍼를 발견하여 국립과학수사연구소에 조사를 의뢰해 발견된 점퍼에서 2008년 11월 19일에 수원시 권선구 당수동에서 실종된 주부 김 모씨와 동일한 DNA를 발견하였다. 경찰이 발견한 증거를 대자 혐의를 부인하던 강호순은 자신이 실종된 여성 6명을 살해했다고 자백하였다. 하지만 강호순은 추가범죄에서 의문점을 제기한 사건은 강원도 정선군 정선군청 여직원 윤 모씨 살인사건으로 자백하여 강원도 영월군 삼옥재 절벽에 암매장 됐던 윤 모씨의 백골과 갈비뼈가 발견되었다.
사건 당일 윤 모씨가 정선군청에 출근하려고 버스를 기다리다가 강호순이 "제가 정선군청에 데려다 줄테니 태워드릴께요." 라고 해서 윤모양을 유인하였다. 하지만 강호순은 여성에 대해 불만이 많은 성격으로 여성에게 복수할 계획을 가지고 있었고, 결국 저녁 19시 40분에서 19시 50분경, 무쏘 자동차 안에서 윤모 씨가 저항하지 못하도록 폭행하고 목을 넥타이로 졸라 살해하였다. 강호순은 저녁 20시 40분에서 21시 사이에 살해된 윤모양 시신을 강원도 영월군 삼옥재 일반국도 절벽에 암매장하였다. 이 사건으로 결국 강호순은 구속되어 기소되었다.

## 같이 보기
- 정성현 (범죄인)
- 안양 초등학생 납치 살해 사건
- 강호순